# Momia del jinete escita

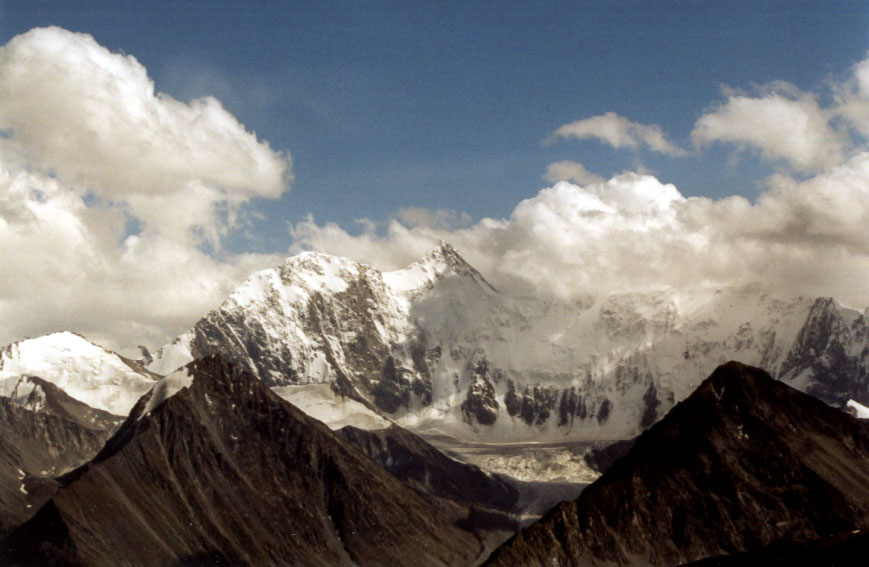
Cima del Belukha, en el Macizo de Altái.

Territorio ocupado por los escita en el año 100 a. C.

Se denomina Momia del jinete escita al cuerpo momificado de un jinete-guerrero que data del año 300 a. C. aproximadamente, y que pertenecía al pueblo escita, cultura indoeuropea de las estepas del norte del mar Caspio y originario de la cuenca del río Volga o del Asia central, que avanzó hacia Europa del este hacia el 700 a. C., cuya lengua, el antiguo osetio o alánico, pertenecía a la de las lenguas iranias (como el persa o el kurdo).

## Hallazgo e Historia
El cuerpo del jinete escita fue hallado el verano del año 2006, por un grupo formado por arqueólogos rusos, alemanes y mongoles, en la parte más alta de un kurgán, o túmulo funerario, situado en una zona con permafrost del Macizo de Altái, Mongolia, lugar donde se han hallado varias tumbas escitas.

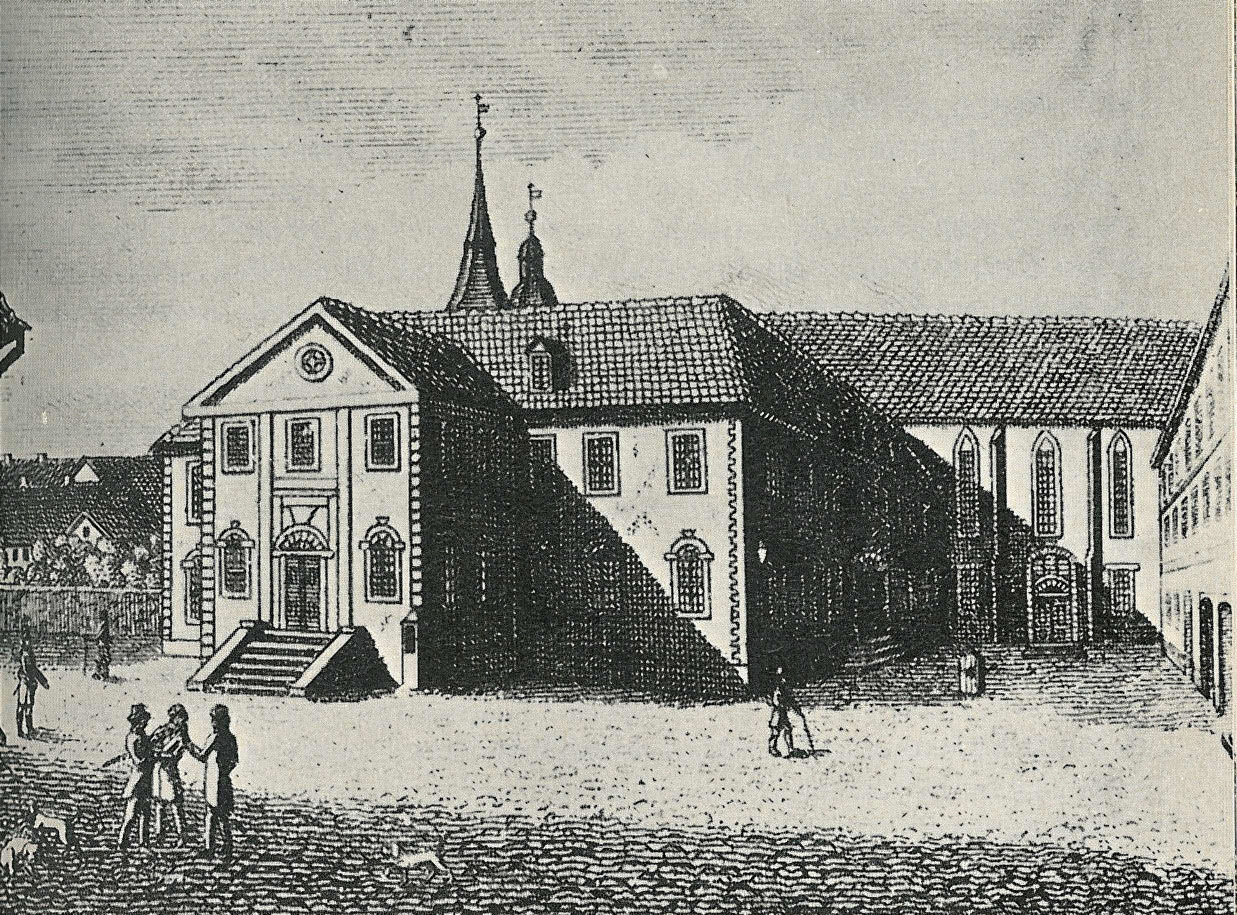
Universidad de Gotinga en un grabado de 1815, donde ha sido estudiada la momia del jinete escita.

## Características
- Momificación natural
- Sexo: varón
- Altura: 1,67 m.
- Edad: 50-60 años
- Falleció por desgaste óseo, sufrió de artrosis avanzada, sinusitis crónica, otitis y se había fracturado el antebrazo.
- En su tumba se hallaron: dos caballos, un sombrero de fieltro, varias armas como por ejemplo un arco de precisión, (el más antiguo hallado de los de su clase) y un abrigo de piel.

## Conservación y estudio
El cuerpo fue cubierto con mercurio por los escitas, para evitar su descomposición, fue enterrado en lo alto de un kurgán, separado del resto de la tumba por una madera donde gracias al hielo permanente (permafrost) y a la bolsa de aire que se formó se ha podido conservar hasta nuestros días.
En diciembre de 2006, la Universidad de Gotinga en Alemania, recibió el encargo de analizar y estudiar a la momia.